# Kungliga Konsthögskolan Stockholm
Kungliga Akademien för de fria konsterna ist eine schwedische Kunstakademie in Stockholm. Bis 1978 war die Akademie auch zuständig für die Kungliga Konsthögskolan Stockholm, die heute allein für die künstlerische Ausbildung verantwortlich ist, während die Akademie verwalterische Aufgaben hat. Da die Kungliga Akademien und die Kungliga Konsthögskolan denselben geschichtlichen Ursprung haben, werden sie hier zusammen behandelt.

## Geschichte

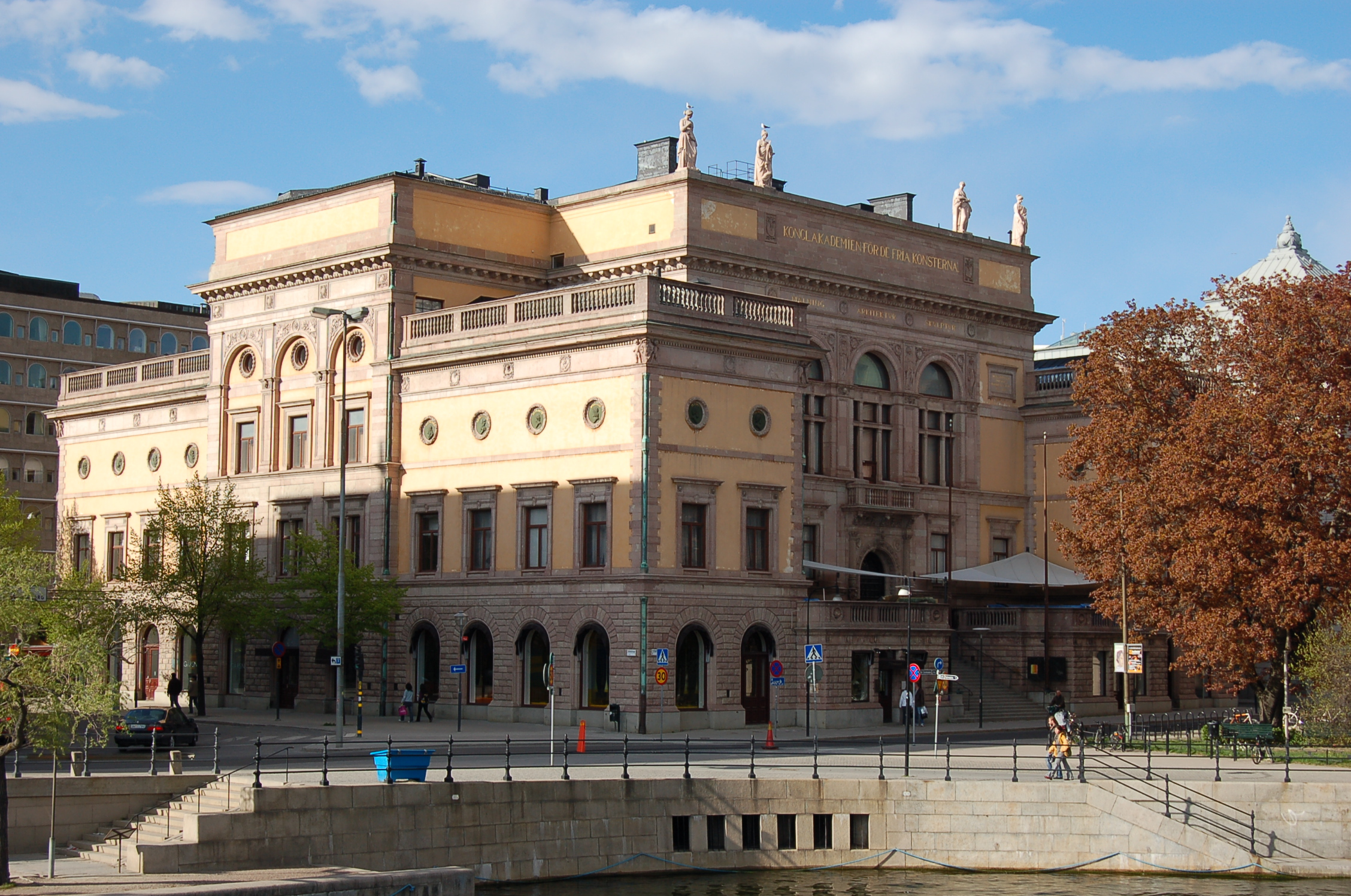
Kungliga Akademien

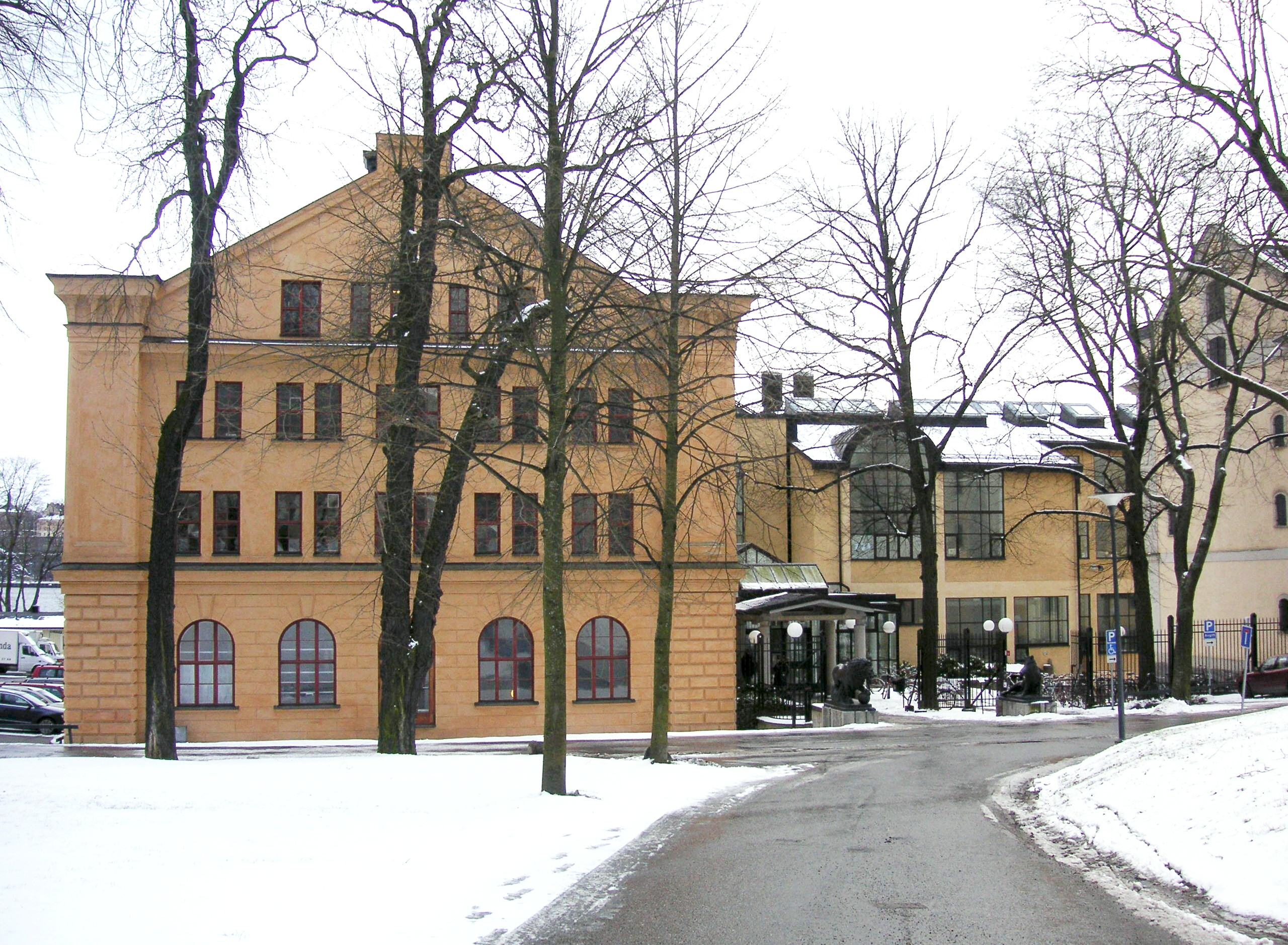
Konsthögskolan, Skeppsholmen

Im Jahre 1735 wurde die Akademie von Carl Gustav Tessin (Sohn von Nicodemus Tessin d. J.) und dem Architekten Carl Hårleman unter dem Namen Kongl. ritakademien (Königliche Zeichenakademie) gegründet. Zu den Hauptfächern gehörte Aktzeichnen. 1768 rief Architekt Carl Fredrik Adelcrantz zur ersten protokollierten Sitzung der Akademie auf, und 1773 ließ Gustav III. die ersten Satzungen schreiben. Zum Vorbild hatte man die Kunstakademie in Paris (École des Beaux-Arts). Nun wurden auch Fächer wie Architektur, Anatomie, Grafik, Perspektivlehre und Kulturgeschichte unterrichtet, und die kleine Zeichenakademie bekam den Namen Kongl. målare- och bildhuggareakademien (Königliche Maler- und Bildhauerakademie). Die Akademie hatte ihre Blütezeit im späteren 18. Jahrhundert, als die damaligen großen Künstler, wie beispielsweise Johan Tobias Sergel, dort unterrichteten. 1810 bekam die Schule ihren jetzigen Namen: Kungliga Akademien för de fria konsterna.
1864 wurden auch Frauen an der Akademie zugelassen, die erste war Anna Nordlander. 1870 zog die Akademie in ihr jetziges Gebäude in der Fredsgatan 12 im Stadtteil Norrmalm in Stockholm. Nachdem 1876 die Königlich Technische Hochschule Stockholm eröffnet worden war, zog die Ausbildung zum Architekten in diese Schule, und die Kunsthochschule Stockholm bot nunmehr eine Aufbauausbildung, gerichtet auf Architektur, Architekturgeschichte und Restaurierung. Ende des 19. Jahrhunderts besuchten u. a. Carl Larsson und Ernst Josephson die Akademie. Sie versuchten zusammen mit 82 weiteren schwedischen Bildkünstlern vergeblich, die Schule zu reformieren, sie wurden unter dem Namen Opponenterna bekannt.
1978 trennte sich die Kungliga Konsthögskolan organisatorisch von der Akademie, und 1995 zog die Kunsthochschule in ein eigenes Gebäude auf Skeppsholmen in Stockholm.

## Zielsetzung
Die ursprüngliche Zielsetzung war die Förderung der Maler-, Bildhauer- und Baukunst in Schweden inklusive Ausbildung. Dazu gehört nun auch die Verwaltung des eigenen Hauses und mehrerer Donationen sowie das Betreiben einer Bibliothek und das Arrangieren von Ausstellungen und Vorlesungen. Die Kunstakademie hat eine große Sammlung von Kunstwerken der vergangenen 270 Jahre, hauptsächlich von den eigenen Mitgliedern sowie eine berühmte Sammlung antiker Gipse und ein umfassendes Archiv.
Die Ausbildung der Künstler ist ganz der Königlichen Kunsthochschule übertragen worden. Diese ist seit 1978 eine eigenständige Hochschule und zog 1995 in ein eigenes Gebäude mit Ateliers und Werkstätten auf Skeppsholmen.